# Fernando Tercero
Fernando Tercero López (Valdepeñas, 28 dicembre 2001) è un ciclista su strada spagnolo, che corre per il Team Polti VisitMalta. È professionista dal 2023.

## Palmarès

### Strada
- 2019 (Juniores)

Trofeu 15 D'Abril
- 2021 (Kometa U23)

Trofeu Fira D´Agost-Xativa
3ª tappa Volta a Galicia (Muras > Muras)
- 2022 (Eolo-Kometa U23, una vittoria)

3ª tappa Volta a Galicia (Manzaneda > Manzaneda)
Classifica generale Volta a Galicia

#### Altri successi
- 2021 (Kometa U23)

Classifica giovani Ronde de l'Isard
- 2022 (EOLO-Kometa U23)

Aiztondo Klasika-Memorial Patxi Alkorta
- 2023 (Eolo-Kometa Cycling Team)

Classifica giovani Vuelta a Asturias

## Piazzamenti

### Classiche monumento
- Giro di Lombardia

2024: ritirato

### Competizioni mondiali
- Campionati del mondo

Yorkshire 2019 - Cronometro Junior: 40º